# Formula Le Mans

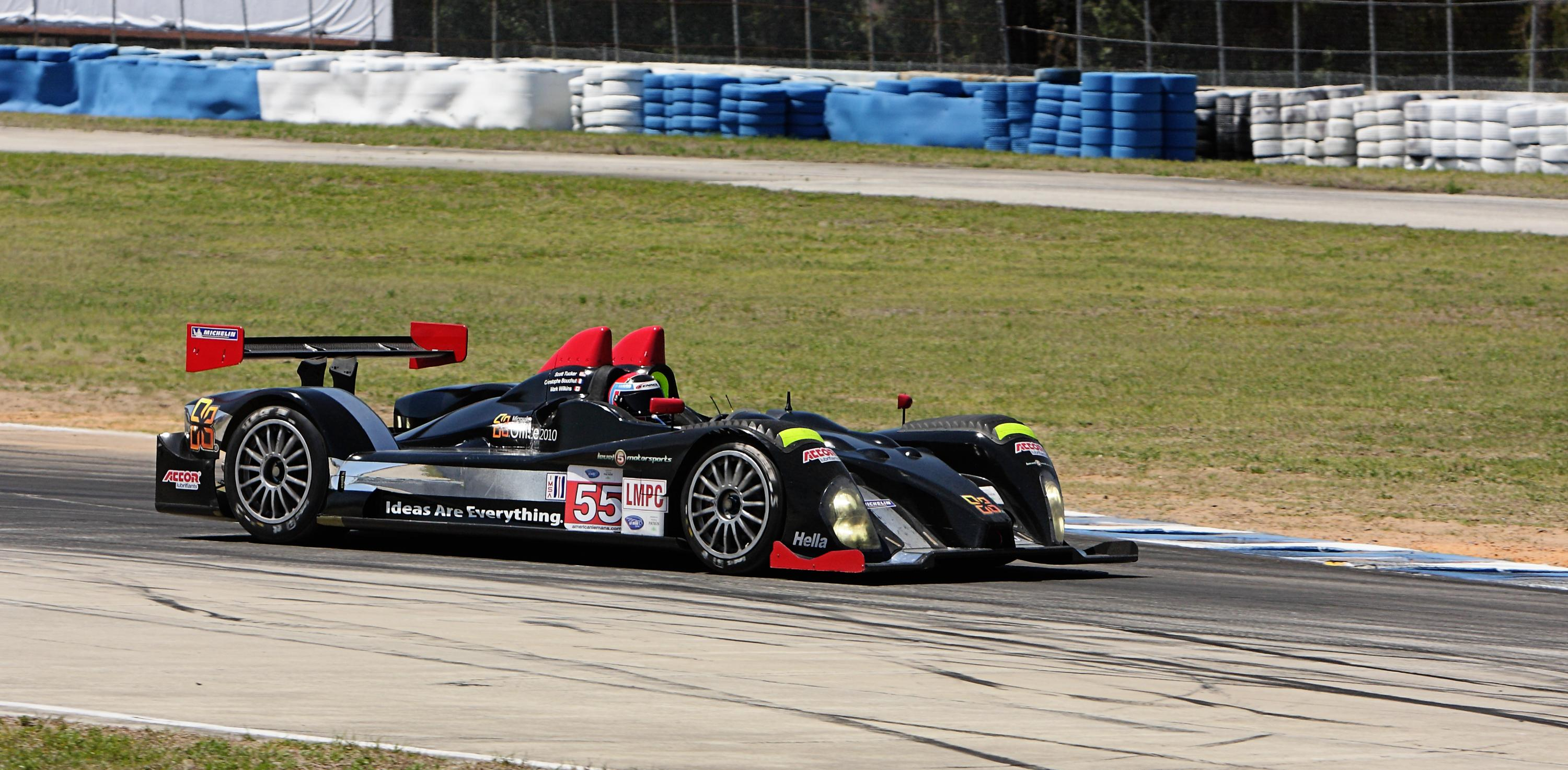
Una Oreca FLM09 categoria Formula Le Mans

La Formula Le Mans è una classe di vetture da competizione creata dall'Automobile Club de l'Ouest (organizzatore della celebre 24 Ore di Le Mans) nel 2009 per poter partecipare alle gare (organizzate da diversi promotori) in accordo alle norme tecnico-sportive da esso stesso emanate.
Tale classe di vetture rientra tra i "monomarca", in quanto tutti i concorrenti acquistano la vettura da un unico produttore.

## Caratteristiche tecniche
Fonte: www.formulalemans.com
- Telaio e carrozzeria in fibra di carbonio derivati da quelli della Oreca LC75, con un peso totale della vettura di circa 900kg.
- Motore: General Motors LS3 da 6,2 litri, un V8 aspirato derivato da quello della Chevrolet Corvette del 2008 che produce circa 430 CV.
- Trasmissione: cambio sequenziale a 6 rapporti con comandi al volante fornito dalla XTrac.
- Freni: a disco in carboceramica forniti dalla Brembo.
- Pneumatici: forniti dallaMichelin.

La vettura, di fatto una Courage LC75 rivisitata dal costruttore Francese Oreca, che ha rilevato le attività della Courage Compétition sul finire del 2007, è stata progettata in un'ottica di contenimento dei costi di acquisto e manutenzione per renderla accessibile al maggior numero di squadre, i cui bilanci si sono ridotti a causa della recessione economica mondiale.